# Honeyblood
Honeyblood é uma dupla musical formada em Glasgow, na Escócia, no ano de 2012. A banda é composta por Stina Tweeddale (vocal e guitarra) e Cat Myers (vocal e bateria).

## História e formação
Shona McVicar (de Cumbernauld) e Stina Marie Claire Tweeddale (nascida em Edimburgo) se conheceram quando as bandas em que elas tocavam, respectivamente Partwindpartwolf e Boycotts, estavam tocando no mesmo show. Tweeddale, que queria escrever e tocar sua própria música, se aproximou de McVicar sobre tocarem juntas. Elas formaram Honeyblood em 2012. Originalmente, elas pretendiam adicionar outros membros na banda para preencher o som, mas foram convidadas a tocar em shows como uma dupla. Foi então que perceberam que "não estavam perdendo nada musicalmente".
Após apenas o segundo concerto delas na conferência de musica Wide Days em Edimburgo, Honeyblood chamou a atenção da gravadora FatCat Records, que finalmente as assinou.
No começo da carreira da banda, McVicar foi forçada a fazer uma pausa para completar seu diploma de Odontologia. Durante esse período, a baterista substituta Rah Morriss trabalhou para sustentar a crescente carreira da banda.
Em novembro de 2013, a banda viajou para Connecticut, EUA, para trabalhar com o produtor Peter Katis em seu álbum autointitulado. O álbum foi gravado em apenas dez dias.
Em setembro de 2014 McVicar deixou a banda para buscar outros empreendimentos e foi substituída por Cat Myers.

## Origem do nome
O nome vem de um concerto de Halloween que Tweeddale tinha tocado. Ela afirma: "Honeyblood é na verdade uma mistura de água, mel, farinha de milho e corante vermelho." Ela continua: "Ele vem de um traje de Halloween de uma vez eu fiz para um show. [...]"

## Discografia

### Álbuns de estúdio
- Honeyblood (2014)

- Babes Never Die (2016)

### Singles
- "Thrifht Shop" (2012, lançado independentemente)

- "Bud" (2013)
- "Killer Bangs" (2014)
- "Super Rat" (2014)

- "Black Cloud"/"No Big Deal" (2015)
- "Ready for the Magic" (2016)
- "Sea Hearts" (2016)
- "Swell Love" (2017)